# Commissions de l'Assemblée fédérale suisse

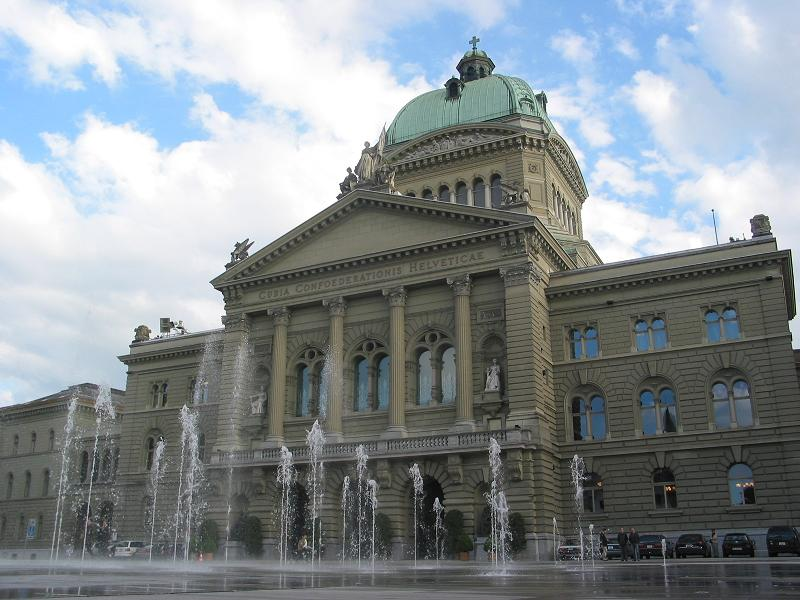
Palais fédéral, siège de l'Assemblée fédérale suisse.

Les commissions de l'Assemblée fédérale suisse sont des organes de l'Assemblée fédérale suisse chargés de procéder à l’examen préalable des objets qui leur sont attribuées, de surveiller la gestion et les finances de l'administration fédérale, de conduire des enquêtes et de réaliser d'autres tâches requises par le fonctionnement du parlement.  

## Historique
Au cours de la deuxième moitié du vingtième siècle la création des commissions de l'Assemblée fédérale marque, d'une part, le retour du parlement à un rôle actif au niveau des processus législatifs, de l'autre, la diversification de fonctions de surveillances des organes étatiques et de l'administration assurée par le parlement. La première commission d'enquête parlementaire est constituée en 1964 sous l'impulsion du conseiller national Kurt Furgler à la suite de l'affaire des Mirages. Les commissions permanentes sont créées en 1991.

## Organisation
L'Assemblée fédérale étant bicamérale, pour un même objet, chaque chambre dispose de sa propre commission. L'assemblée dispose de 11 commissions permanentes, soit 9 commissions thématiques et deux commissions de surveillance. Les commissions de surveillance sont communes aux deux chambres. En plus des deux commissions de surveillance permanente, des commissions d'enquête parlementaire temporaires peuvent être instituées pour une mission particulière. L'assemblée dispose encore d'autres commissions communes affectées à différentes missions. 
Les commissions du Conseil national sont composées de 25 membres, répartis en fonction du nombre de sièges occupés par chaque parti politique représenté au Conseil national, alors que celles du Conseil des États ne se composent que de 13 sièges, répartis de la même manière. Les commissions d'enquêtes parlementaires sont composées d'un nombre identique de députés des deux chambres. Depuis 1920 pour les commissions du Conseil national et depuis 1927 pour celles du Conseil des États, les sièges sont attribués pour la totalité d'une législature. Ce n'est cependant qu'en 1991 que la loi limitant à 6 ans la durée maximale autorisée par personne est abolie.
Les présidents des commissions parlementaires sont nommés pour une durée de deux ans par le bureau du conseil compétent, sur proposition des groupes parlementaires. Leur mandat commence et se termine à une session d'hiver,.
Les commissions se réunissent en moyenne deux fois par trimestre.

## Commissions

### Commissions de l'Assemblée fédérale (chambres réunies)
- Commission des grâces
- Commission judiciaire (CJ)
- Commission d'enquête parlementaire (CEP)
- Contrôle parlementaire de l'administration (CPA)

### Commissions communes aux deux chambres
- Commission de rédaction (CdR)
- Délégations chargées des relations parlementaires internationales

### Commissions permanentes des deux chambres

#### Commissions législatives
- Commission parlementaire des affaires juridiques (CAJ)
- Commission de l'environnement, de l'aménagement du territoire et de l'énergie (CEATE)
- Commission de l'économie et des redevances (CER)
- Commission des institutions politiques (CIP)
- Commission de politique extérieure (CPE)
- Commission de la politique de sécurité (CPS)
- Commission de la science, de l'éducation et de la culture (CSEC)
- Commission de la sécurité sociale et de la santé publique (CSSS)
- Commission des transports et des télécommunications (CTT)

#### Commissions de surveillance
- Commission des finances (CdF)
- Commission de gestion (CdG)

#### Autres commissions
- Commission de l'immunité[N 1].

La Commission des constructions publiques (CCP) a été dissoute en 2008 par le Conseil national, en 2009 par le Conseil des États. Les sous-commissions ont été transférées à la Commission des finances.